# Heinz-Otto Rehage
Heinz-Otto Rehage (* 30. November 1934 in Dortmund) ist ein deutscher Biologe, Naturpädagoge und Museumsmitarbeiter. Als biologischer Autodidakt publizierte er zahlreiche Artikel zu Themen aus den Fachgebieten Ornithologie, Entomologie, Botanik, Limnologie, Geographie und Landschaftsgeschichte sowie zur regionalen westfälischen Biodiversität. Über mehrere Jahrzehnte machte er sich durch die Leitung biologischer Feldkurse im hohen Maß um die praktische Ausbildung von Studenten der Bio- und Geowissenschaften verdient.

## Leben

### Herkunft und Ausbildung
Rehages Vater arbeitete als Gärtner. Er selbst war bereits in seiner Jugend in naturwissenschaftlichen Vereinen in Dortmund aktiv. Zwischen 1953 und 1956 absolvierte er im Hauptlaboratorium der Dortmunder Bergbau AG eine Ausbildung zum Chemielaboranten.

### Berufliche Karriere
Er wurde von seinem Ausbildungsbetrieb übernommen und arbeitete bis 1963 für das Unternehmen, wobei er unter anderem für Wasseranalysen, petrographische Kontrollen und Untersuchungen von Grubenstaub verantwortlich zeichnete.
Nachdem der Leiter des Naturmuseums Dortmund, Karl Otto Meyer, bereits längere Zeit auf Rehages naturkundliches Engagement aufmerksam geworden war, verschaffte er ihm 1966 eine Stelle als Museumstechniker. Rehage beschränkte sich jedoch keineswegs ausschließlich auf seine technischen Aufgaben, sondern arbeitete sowohl in der Museumspädagogik als auch in der Museumsbibliothek mit, koordinierte den Aufbau der Ausstellungen und half bei der Konzeption der Schriftenreihe Dortmunder Beiträge zur Landeskunde. Als Meyer 1972 nach Oldenburg wechselte, übernahm er sogar kurzzeitig die kommissarische Leitung des Hauses.
Im Jahr 1973 wurde er dann als Nachfolger des Limnologen Helmut Beyer (1905–1989) Leiter der biologischen Station am Großen Heiligen Meer im Kreis Steinfurt, einer Außenstelle des in Münster ansässigen Westfälischen Museums für Naturkunde (heutzutage: LWL-Museum für Naturkunde). Dessen Direktor Ludwig Franzisket hatte sich persönlich um ihn bemüht. Diesen Posten sollte Rehage bis zu seiner Pensionierung 1998 innehaben. Seither (Stand: Januar 2024) ist er dem Museum durch fortgesetzte naturpädagogische Tätigkeit und kuratorische Sammlungsarbeit in den Bereichen Zoologie, Botanik sowie Wissenschaftsgeschichte ehrenamtlich weiterhin sehr eng verbunden.

## Wissenschaftliches Wirken
Rehages erste wissenschaftliche Publikationen – von insgesamt über 160 – war eine Schrift zur Brutbiologie von Blaukehlchen und Dorngrasmücken, die 1955 in den Ornithologischen Mitteilungen erschien. Sein wissenschaftliches Hauptinteresse gilt der Avifauna, doch auch darüber hinaus besitzt er ein sehr vielseitiges biologisches Fachwissen. Seine zweite große Leidenschaft sind Käfer; so war er beispielsweise Leiter der coleopterologischen Arbeitsgemeinschaft innerhalb der Arbeitsgemeinschaft für biologisch-ökologische Landeserforschung e. V. (ABÖL). Ferner interessiert er sich für andere Invertebraten, für Botanik und für unterschiedliche Biotoptypen. Das 1969 erschienene Sammelwerk Avifauna von Westfalen (Herausgeber Joseph Peitzmeier) enthält 47 von Rehage gelieferte Artmonographien und zehn Jahre später betreute er 1979 die zweite Auflage des Buches als Mitredakteur. Auch zu den anderen Werken dieses umfassenden Regionalprojektes – Amphibien und Reptilien Westfalens (Herausgeber Reiner Feldmann; 1981) sowie Säugetiere Westfalens (Herausgeber Rüdiger Schröpfer, Reiner Feldmann, Henning Vierhaus; 1984) – verfasste er Beträge und trug so „entscheidend dazu bei, dass der Landesteil Westfalen über eine vielfach beachtete fundierte Übersicht über vier Wirbeltierklassen verfügt“.
Besondere Verdienste erwarb sich Rehage in seiner Funktion als Leiter der biologischen Station am Heiligen Meer durch unzählige von ihm geleitete Kurse – sei es für Studentengruppen, Schulklassen oder für die naturkundlich interessierte Öffentlichkeit. Diese thematisieren das limnologische System, den Makrozoobenthos sowie vegetationskundliche und ökologische Aspekte des dortigen Naturschutzgebietes. Rehages über viele Jahrzehnte akribisch geführte Feldbücher und seine Sammeltätigkeit trugen dazu bei, dass das LWL-Museum für Naturkunde heutzutage „eine herausragende Forschungsinfrastruktur und zahlreiche historische Referenzen“ bietet, um „präzise Aussagen zur Veränderung der Artenvielfalt im Laufe der Zeit zu treffen“.
Rehage war Mitglied mehrerer Naturschutzbeiräte und konzentriert sich bezüglich seiner Naturbeobachtungen und biologischen Forschungen auf den nordwestdeutschen und hier insbesondere auf den westfälischen Raum. Nichtsdestotrotz hat er auf ausgedehnten internationalen Reisen naturnah verbliebene Landschaften unterschiedlichster Ausprägung begutachtet – in den ostafrikanischen Savannen, in den Anden und den Regenwäldern Lateinamerikas, auf Spitzbergen, auf Grönland, den Galapagosinseln sowie auf den Seychellen.

## Auszeichnungen
- 2000: Förderpreis für hervorragende Leistungen auf dem Gebiet der Landeserforschung (verliehen von der Arbeitsgemeinschaft für biologisch-ökologische Landesforschung e. V.)
- 2023: Ehrendoktorwürde für seine Verdienste in der ökologisch-biologischen Landesforschung (verliehen vom Fachbereich Geowissenschaften der Universität Münster)